# Pont-Remy
Pont-Remy is een gemeente in het Franse departement Somme (regio Hauts-de-France) en telt 1510 inwoners (2004). De plaats maakt deel uit van het arrondissement Abbeville.

## Geografie
De oppervlakte van Pont-Remy bedraagt 10,0 km², de bevolkingsdichtheid is 151,0 inwoners per km².

## Verkeer en vervoer
In de gemeente ligt spoorwegstation Pont-Rémy.
De onderstaande kaart toont de ligging van Pont-Remy met de belangrijkste infrastructuur en aangrenzende gemeenten.

## Demografie
Onderstaande figuur toont het verloop van het inwonertal (bron: INSEE-tellingen).